# Kredyt w rachunku kredytowym
Kredyt w rachunku kredytowym – kredyt, który wymaga otwarcia odrębnego rachunku kredytowego, na którym będą dokonywane dyspozycje i przeksięgowania (w przeciwieństwie do kredytu w rachunku bieżącym, którego spłata następuje poprzez obciążenie rachunku oszczędnościowo-rozliczeniowego kredytobiorcy). Kredyty udzielane w ramach rachunku kredytowego są najczęściej krótko- i średnioterminowe. Prowadzenie oddzielnego rachunku kredytowego dla poszczególnych kredytów pozwala na bardziej przejrzyste monitorowanie ich wykorzystania i spłaty.
Kredyt w rachunku kredytowym może zostać przykładowo udzielony jako:
- kredyt docelowy – przeznaczony na finansowanie jednej określonej transakcji lub inwestycji;
- kredyt na wymagane zobowiązania – kilkumiesięczny, z reguły nieodnawialny, którego zaciągnięcie wynika z problemów z uregulowaniem zobowiązań ze środków własnych danej jednostki;
- kredyt kasowy – udzielany w związku z chwilowym brakiem gotówki w kasie;
- kredyt sezonowy – finansowanie powstałych potrzeb w związku z przesunięciem wpływów i nakładów eksploatacyjnych spowodowanych specyfiką produkcji lub świadczonych usług;
- linia kredytowa – umożliwienie kredytobiorcy zadłużania się do określonego limitu kwotowego, który jest określony w umowie zawartej z bankiem. Kredyty w ramach linii kredytowej mogą być zaciągane w różnych terminach i na różne cele.